# Partido Evolucionista da Bahia
O Partido Evolucionista da Bahia foi um partido político brasileiro de base regionalista no estado da Bahia que teve brevíssima duração durante a década de 1930.

## Histórico
Partido de matiz regionista e liberal clássica criado pelas elites oligárquicas e setores de classe média baianas como reação à Revolução de 1930, foi um partido de oposição ao governo dos interventores federais na Bahia durante a Era Vargas presidido pelo magistrado e político baiano João Pacheco de Oliveira (senador baiano entre 1935 a 1937) que teve uma curta duração.
Durante a sua fundação em agosto de 1931, o Partido Evolucionista teve como dirigentes: João Pacheco de Oliveira (presidente), José Antônio da Costa (vice-presidente), Carlos Lopes (primeiro-secretário) e o coronel Ezequiel Batista (segundo-secretário).
O programa político-partidário da agremiação era caracterizado pela defesa de um retorno à ordem política anterior (a República Velha), porém com a defesa de algumas reforma de viés modernizador, com destaque para: 
- Liberalismo previsto na Constituição de 1891;
- Reforma eleitoral: Regime eleitoral que respeitasse o alistamento e a liberdade de voto;
- Reforma judiciária: Organização judiciária que assegurasse a unidade do direito e da magistratura por maiores garantias ao magistério público;
- Reforma educacional: Desenvolvimento e a uniformização do ensino;
- Reforma fiscal: Distribuição mais racional e eqüitativa das rendas públicas entre a União, os estados e os municípios;
- Proteção e amparo aos sertões interioranos, como o fornecimento de saneamento, transportes, irrigação e garantias para os indivíduos e a propriedade;
- Organização e defesa do trabalho agrícola, industrial, comercial e científico, prevendo o amparo aos operários e suas famílias;
- liberdade de imprensa: amplas garantias à imprensa e a todas as manifestações de liberdade, combatendo através da propaganda as idéias subversivas da organização da família e do direito de propriedade.

Em janeiro de 1933, nas vésperas das eleições para a Assembleia Nacional Constituinte (1933-1934), o Partido Evolucionista da Bahia se agregou com o Partido Social Democrático da Bahia (PSD), com a maioria de seus antigos integrantes se filiando à referida agremiação. 